# Sesamia pecki
Sesamia pecki är en fjärilsart som beskrevs av Willie Horace Thomas Tams 1938. Sesamia pecki ingår i släktet Sesamia och familjen nattflyn. Inga underarter finns listade i Catalogue of Life.